# Petronilla di Lorena
Gertrude, o Petronilla di Lorena; in olandese Petronilla van Saksen; in francese Gertrude de Lorraine (Vlaardingen, 1086 circa – Rijnsburg, 23 maggio 1144), come moglie del nono (secondo gli Annales Egmundani, fu l'ottavo) Conte d'Olanda, Fiorenzo II, fu contessa consorte d'Olanda, dal 1113 al 1121, poi fu Contessa reggente d'Olanda, per conto del figlio Teodorico VI, dal 1121 al 1131.

## Origine
Era la figlia secondogenita di Teodorico II, duca dell'Alta Lorena e della prima moglie, Edvige di Formbach, che era vedova di Gerardo di Supplimburgo. Infatti il capitolo n° 49a della Chronologia Johannes de Beke, che la cita col nome di Petronilla, specifica che era la sorellastra uterina del futuro Rex Romanorum e poi Imperatore, Lotario II di Supplimburgo (Petronillam Lotharii cesaris sororem).
Secondo il Notitiæ Fundationis Monasterii Bosonis-Villæ I, Teodorico II di Lorena era figlio del Conte di Metz e Chatenois e duca dell'Alta Lorena, Gerardo e di Edvige di Namur (o delle Fiandre), come riporta la Genealogica ex Stirpe Sancti Arnulfi descendentium Mettensis.
Edvige di Formbach era l'unica figlia di Federico, conte di Formbach e della moglie, Gertrude di Haldensleben.

## Biografia

Armi dei Conti d'Olanda

Anche le Notæ Genealogicæ Bavaricæ II ci confermano che Edvige di Formbach, oltre che essere la madre di Gertrude era anche la madre di Lotario II di Supplimburgo, quindi Gertrude di Lorena era la sorellastra dell'imperatore.
Gertrude di Lorena, non si sa in che data, ma, a quanto pare, mutò il suo nome in Petronilla (che deriva da Pietro), in riconoscimento della sua fedeltà alla Santa Sede.
Comunque, intorno al 1113, Gertrude o Petronilla di Lorena sposò il Conte d'Olanda, Fiorenzo II, detto il Grosso, che era il figlio primogenito dell'ottavo Conte d'Olanda, Teodorico V e della moglie, Otelinda (ca. 1054- ca. 1125), che era originaria della Sassonia, per la precisione la cita come figlia del prepotente duca di Sassonia (Otihildim filiam prepotentis ducis Saxonie).
Ancora gli Annales Egmundani citano poi Petronilla come vedova di Fiorenzo II il Grosso (Petronilla vero relicta eius - Florentius crassus comes filius Theoderici -).
Fiorenzo viene citato ancora una volta nel documento n° 109 dell'Oorkondenboek Holland, non datato, dove assieme alla moglie fa una donazione all'abbazia di Egmond (non consultato).
Fiorenzo morì il 2 marzo  1121 e fu inumato nell'abbazia di Egmond.
A Fiorenzo II, succedette il figlio primogenito, Teodorico, con la reggenza della madre, Petronilla (Gertrude).
Petronilla (Gertrude) viene citata ancora una volta nel documento n° 109 dell'Oorkondenboek Holland, non datato, dove fa una donazione all'abbazia di Egmond, a favore dell'anima del defunto marito (non consultato).
Durante i suoi primi anni di reggenza, fu in contrasto con la politica dell'Imperatore, Enrico V di Franconia e  nel 1123, si ribellò apertamente all'autorità imperiale .
Nel 1125, Enrico V morì, come viene riportato dal The Historical Works of Gervase of Canterbury, Vol. I, dagli Annales Sancti Disibodi e dall'Ex Annalibus Winchecumbensibus.
Adalberto I, arcivescovo di Magonza, si fece consegnare le insegne reali dalla vedova, Matilde ed ebbe un peso determinante nell'elezione, in quello stesso anno, a nuovo re dei Romani, come ci racconta il monaco e cronista inglese, Orderico Vitale, di Lotario III, il fratellastro di Petronilla, che si trovò così rafforzata, assieme al figlio, nella contea d'Olanda. Infatti, nella Beka's Egmondsch Necrologium, in Oppermann, O. (1933) Fontes Egmundenses a pagina 108, viene riportato che, durante il periodo di reggenza di Petronilla, nel 1126, il fratellastro Lotario III tolse le contee di Ostergon e Westergon al vescovo di Utrecht e le assegnò alla contea d'Olanda (non consultata).
Nel 1127, dopo che il conte delle Fiandre, Carlo I il Buono, senza eredi legittimi, era stato assassinato a Bruges, nella lotta per la successione, non potendo perorare la causa del proprio secondogenito, Fiorenzo, ancora minorenne, appoggio il candidato imperiale, il fratellastro di Petronilla, Teodorico di Alsazia, figlio primogenito del duca dell'Alta Lorena Teodorico II e della sua seconda moglie, Gertrude delle Fiandre, che alla fine ebbe la meglio e divenne conte delle Fiandre.
Dopo che il figlio Teodorico VI raggiunse la maggior età, Petronilla continuò ad affiancarlo nella conduzione della contea, ma, nel 1133, dopo che il suo secondogenito, Fiorenzo aveva cercato di sollevare la Frisia contro il fratello maggiore, Teodorico VI, molto probabilmente si ritiro a vita privata (secondo gli Annales Egmundani, Fiorenzo godeva dei favori della madre, Petronilla, che governava la contea, trascurando il fratello). In quello stesso anno, fondò l'abbazia di Rijnsburg, che secondo il capitolo n° 51 della Chronologia Johannes de Beke, dopo la morte del marito, aveva fatto costruire come monastero femminile dell'ordine di San Benedetto, dedicato alla beata Maria sempre vergine, dove, sempre secondo il capitolo n° 51 della Chronologia Johannes de Beke, fu sepolta con sontuose esequie, dopo la morte avvenuta il 23 maggio (x kalendas iunii); Petronilla morì nel 1144, come testimoniano gli Annales Egmundani, che confermano anche che fu sepolta a Rijnsburgref.
Pare che Petronilla fu sepolta nel coro della cappella ed i suoi resti sono stati trovati nel 1949 durante lo scavo della cappella effettuato dal professore Willem Glasbergen, archeologo olandese. Dall'esame dei resti pare che la contessa sia stata una donna grande e robusta.

## Discendenza
Petronilla (Gertrude) a Fiorenzo II diede quattro:
- Teodorico VI[6] (1114 - 1159), conte d'Olanda[18]
- Fiorenzo[6] (1115 - 1132), si ribello al fratello
- Simone[6] ( † 1147), canonico a Utrecht dal 1131
- Edvige[6] ( † 1132), suora.

## Ascendenza
|                          |   |                      | Genitori           |  |  | Nonni |  |  | Bisnonni                  |  |  | Trisnonni         |  |
|                          |   |                      |                    |  |  |       |  |  | Gerardo IV di Bouzonville |  |  | Adalberto di Metz |  |
|                          |   |                      |                    |  |  |       |  |  | Gerardo IV di Bouzonville |  |  | Adalberto di Metz |  |
|                          |   | Giuditta             |                    |  |  |       |  |  | Gerardo IV di Bouzonville |  |  |                   |  |
| Gerardo di Lorena        |   |                      |                    |  |  |       |  |  | Gerardo IV di Bouzonville |  |  |                   |  |
|                          |   | Gisella              | …                  |  |  |       |  |  |                           |  |  |                   |  |
|                          |   | Gisella              | …                  |  |  |       |  |  |                           |  |  |                   |  |
|                          |   | Gisella              | …                  |  |  |       |  |  |                           |  |  |                   |  |
| Teodorico II di Lorena   |   | Gisella              |                    |  |  |       |  |  |                           |  |  |                   |  |
|                          |   | Alberto I di Namur   | Roberto I di Namur |  |  |       |  |  |                           |  |  |                   |  |
|                          |   | Alberto I di Namur   | Roberto I di Namur |  |  |       |  |  |                           |  |  |                   |  |
|                          |   | Alberto I di Namur   | Liutgarda di Metz  |  |  |       |  |  |                           |  |  |                   |  |
| Edvige di Namur          |   | Alberto I di Namur   |                    |  |  |       |  |  |                           |  |  |                   |  |
|                          |   | Ermengarda di Lorena | …                  |  |  |       |  |  |                           |  |  |                   |  |
|                          |   | Ermengarda di Lorena | …                  |  |  |       |  |  |                           |  |  |                   |  |
|                          |   | Ermengarda di Lorena | …                  |  |  |       |  |  |                           |  |  |                   |  |
| Petronilla di Lorena     |   | Ermengarda di Lorena |                    |  |  |       |  |  |                           |  |  |                   |  |
|                          | … | …                    |                    |  |  |       |  |  |                           |  |  |                   |  |
|                          | … | …                    |                    |  |  |       |  |  |                           |  |  |                   |  |
|                          | … | …                    |                    |  |  |       |  |  |                           |  |  |                   |  |
| Federico di Formbach     | … |                      |                    |  |  |       |  |  |                           |  |  |                   |  |
|                          |   | …                    | …                  |  |  |       |  |  |                           |  |  |                   |  |
|                          |   | …                    | …                  |  |  |       |  |  |                           |  |  |                   |  |
|                          |   | …                    | …                  |  |  |       |  |  |                           |  |  |                   |  |
| Edvige di Formbach       |   | …                    |                    |  |  |       |  |  |                           |  |  |                   |  |
|                          |   | …                    | …                  |  |  |       |  |  |                           |  |  |                   |  |
|                          |   | …                    | …                  |  |  |       |  |  |                           |  |  |                   |  |
|                          |   | …                    | …                  |  |  |       |  |  |                           |  |  |                   |  |
| Gertrude di Haldensleben |   | …                    |                    |  |  |       |  |  |                           |  |  |                   |  |
|                          |   | …                    | …                  |  |  |       |  |  |                           |  |  |                   |  |
|                          |   | …                    | …                  |  |  |       |  |  |                           |  |  |                   |  |
|                          |   | …                    | …                  |  |  |       |  |  |                           |  |  |                   |  |
|                          |   | …                    |                    |  |  |       |  |  |                           |  |  |                   |  |

### Letteratura storiografica
- Z.N. Brooke, "La Germania sotto Enrico IV e Enrico V", cap. XIII, vol. IV (La riforma della chiesa e la lotta fra papi e imperatori) della Storia del Mondo Medievale, 1999, pp. 422–482.
- Louis Halphen, "La Francia: Luigi VI e Luigi VII (1108-1180)", cap. XVII, vol. V (Il trionfo del papato e lo sviluppo comunale) della Storia del mondo medievale, 1999, pp. 705–739